# Ajuntament Nou (Vinebre)
L'Ajuntament Nou és una obra de Vinebre (Ribera d'Ebre) inclosa a l'Inventari del Patrimoni Arquitectònic de Catalunya.

## Descripció
Situat al carrer del Sindicat. Edifici cantoner de planta rectangular i tres crugies. Consta de planta baixa, pis i golfes, amb la coberta a dues vessans amb el carener paral·lel a la façana. El frontis es compon simètricament segons tres eixos, definits per obertures emmarcades de diferent tonalitat. Al centre hi ha el portal d'accés, d'arc escarser, sobre el qual es distribueixen els finestrals del primer pis, amb sortida a un únic balcó suportat per mènsules. En un extrem d'aquesta façana comencen les galeries hortizontals que es prol·longuen als tres nivells de les façanes lateral i posterior. Aquestes estan definides per arcs carpanells, amb barana de balustrada intercalada al primer pis i forjada al segon. Des dels pilars dels arcs arrenquen pilastres fins a l'altura del ràfec, que està acabat amb imbricació ceràmica. Del centre de la coberta en surt un cos quadrangular en forma de torre, acabada amb balustrada. L'acabat exterior de l'edifici és arrebossat i pintat.